# Ranker og roser
Ranker og roser (Noors voor Wijnstokken en rozen) is een compositie van Christian Sinding. Het werk bestaat uit een zestal liederen op tekst van Holger Drachmann uit 1879. Drie van de zes liederen werden ten gehore gebracht door de Duitse zanger Eugen Gura tijdens een concert in april 1884 (1, 3 en 4) in München. Sinding was nog letterlijk in opleiding en dat vond de aanwezige Richard Strauss ook; hij noemde ze oninteressant, aldus een briefwisseling van 2 mei.
Uiteindelijk kwamen in de liederenbundel zes liederen terecht:
1. Jeg bærer den Hat, som jeg vil (in allegro risoluto)
2. Fagre Nat med Blomsterstrømme  (in andantino con sentimento)
3. Ad kjendte Veje  (in lento)
4. Sakuntala (in andante molto cantabile ed espressivo)
5. Choral (in non troppo lento)
6. Frejdig flyver den unge Fugl (non troppo lento)

Het eerst lied (vertaling: Ik draag de hoed die ik wil) bleef nog populair in Noorwegen, de rest werd vergeten.